# أوميبرازول
الأوميبرازول (بالإنجليزية: Omeprazole)‏ هو دواء يتأثر بمدى حموضة المعدة ويعد من الأدوية المثبطة لإفراز الحموض في المعدة. ولذلك يتم تغليف الدواء بغليفة معوية لكونه دواء غير مستقر.

## الزمرة الدوائية
من أدوية القرحة المعدية

## الاستطباب
- المعالجة القصيرة الأمد للقرحة الهضمية.
- القلس المريئي المعدي.
- عسر الهضم.
- تناذر زولينجر أليسون.

## مضادات الاستطباب
- الحمل
- الإرضاع

## تحذيرات
- الأطفال.
- المسنين.
- القصور الكلوي.
- القصور الكبدي.
- التأكد من سلامة القرحة.
- تجنب الاستعمال المديد.

## موانع الاستعمال
- الحساسية للدواء

## روابط خارجية
- U.S. National Library of Medicine: Drug Information Portal – Omeprazole